# برايان لويس
برايان لويس (بالإنجليزية: Brian Lewis)‏ (26 يناير 1943 في المملكة المتحدة - 14 ديسمبر 1998 ببورنموث في المملكة المتحدة) هو لاعب كرة قدم بريطاني في مركز الوسط. لعب مع أكسفورد يونايتد وكريستال بالاس وكوفنتري سيتي وكولتشستر يونايتد ونادي بورتسموث ونادي لوتون تاون وهاستينغز يونايتد ‏.

## وصلات خارجية
- برايان لويس على موقع قاعدة بيانات كرة القدم.إي يو (الإنجليزية)